# Alpnach
Alpnach − miejscowość i gmina w środkowej Szwajcarii, w kantonie Obwalden. Leży nad Jeziorem Czterech Kantonów.  

## Demografia
W Alpnach mieszka 6 125 osób. W 2021 roku 16,5% populacji gminy stanowiły osoby urodzone poza Szwajcarią. 

## Transport
Przez teren gminy przebiegają autostrada A8 oraz droga główna nr 4. 
Znajduje się tutaj również lotnisko wojskowe Alpnach (LSMA). 
W gminie ma dwie stacje kolej zębata Pilatusbahn.